# Adam Nemec
Adam Nemec (Besztercebánya, 1985. szeptember 2. –) szlovák válogatott labdarúgó, aki jelenleg  szabadúszó játékos.

## Statisztika
(2016. június 21. szerint.)
| Válogatott | Szezon   | Mérkőzés | Gól |
| ---------- | -------- | -------- | --- |
| Szlovákia  | 2011     | 1        | 0   |
| Szlovákia  | 2012     | 0        | 0   |
| Szlovákia  | 2013     | 5        | 0   |
| Szlovákia  | 2014     | 7        | 2   |
| Szlovákia  | 2015     | 6        | 2   |
| Szlovákia  | 2016     | 5        | 2   |
| Összesen   | Összesen | 25       | 6   |

## Sikerei, díjai
- MŠK Žilina
  - Szlovák bajnok: 2006–07
- KRC Genk
  - Belga kupa: 2008–09

## Külső hivatkozások
- Adam Nemec adatlapja a National-Football-Teams.com oldalon (angolul)

- Transfermarkt profil